# 結野亜希
結野 亜希（ゆいの あき、1975年12月13日 - ）は、日本のフリーアナウンサー、気象キャスターネットワーク所属の気象予報士。

## 来歴
愛媛県松山市出身。愛媛県立松山中央高等学校、高知大学卒業。大学卒業後の1998年にNHK松山局の契約キャスターとなり、以後8年にわたって地域情報番組を担当した。
松山局との契約が終わった2006年に四国を離れ上京する。首都圏放送センターの契約キャスターとなり、夕方のリポーターを務めた。2008年度に契約先が衛星放送局へ変更し、NHK BS1の報道番組を中心に出演した。
40歳を過ぎてから気象の勉強を始めて気象予報士になり、2019年度よりNHK沖縄放送局のおきなわHOTeyeで気象情報を担当。

## 担当番組
☆印は現在担当中
- おーい、ニッポン「今日はとことん愛媛県」 （NHK BS2、2003年2月23日）
- いよかんワイド （総合テレビ、2004年度）
- おはようえひめ （総合テレビ、2005年度）
- 四国にビタミン （総合テレビ、2005年度）
- ゆうどきネットワーク （総合テレビ、2006年度から2007年度）
- お元気ですか日本列島 （NHK総合テレビ）
  - ぐるっとニュース・四国 （番組開始から2004年度）
  - 関東甲信越のニュース・話題 （2008年4月10日から番組終了（2013年3月21日））
- BS列島ニュース （BS1、2008年5月13日 - 2013年3月29日）
- NHK BSニュース （BS1、2008年3月31日 - 2013年3月29日）
- FM yokohama NEWS （FMヨコハマ、2016年度）
- おきなわHOTeye （NHK沖縄放送局 2019年度 - 2021年度、気象予報士）
- ☆NHKジャーナル（NHKラジオ第1・全国　2022年10月3日 - 、サブキャスター）